# Raoul Coutard
Raoul Coutard (16. září 1924 – 8. listopadu 2016) byl francouzský kameraman, který spolupracoval s několika režiséry Nové vlny, hlavně s Jean-Lucem Godardem.

## Život
Narodil se v Paříži. Původně chtěl studovat chemii, ale kvůli ceně školného se nakonec rozhodl pro fotografii. V roce 1945 byl povolán do Indočínské války a následně žil jedenáct let ve Vietnamu. V roce 1956 byl přizván, aby natočil film režiséra Pierra Schoendoerffera La Passe du Diable. Kameramanem se tehdy stal z nedorozumění, neboť si myslel, že bude pouze fotografovat scénu při natáčení. Uvedl, že kdyby věděl, že bude hlavním kameramanem, nikdy by práci nepřijal.
V roce 1960 začal spolupracovat s Godardem, jejich prvním společným snímkem byl U konce s dechem. Mezi další Godardovy filmy, na kterých se podílel, patří Žena je žena (1961), Žít svůj život (1962), Pohrdání (1963) a Křestní jméno Carmen (1983). Pracoval také s dalším filmařem Nové vlny, Françoisem Truffautem, a to na filmech Střílejte na pianistu (1960), Jules a Jim (1962), Hebká kůže (1964) a dalších. Dále pracoval například na filmech Costy-Gavrase či Philippa Garrela. Jeho vůbec posledním snímkem byl právě Garrelův Sauvage innocence (2001). Během své více než padesátileté kariéry natočil více než 75 filmů. Sám také režíroval filmy Hoa-Binh (1970), Legie na Kolwezi (1980) a S.A.S. à San Salvador (1983). Za svou tvorbu získal několik ocenění, včetně Césara pro nejlepší kameru za film Krab bubeník (1978).
Zemřel v roce 2016 ve věku 92 let v Labenne na jihozápadě Francie.